# Mayo-Badji-Foulbé
Mayo-Badji-Foulbé est un village de la commune de Banyo situé dans la région de l'Adamaoua et le département du Mayo-Banyo au Cameroun.

## Population
En 1967, Mayo-Badji-Foulbé comptait 469 habitants, principalement Foulbe et des Mambila.
Lors du recensement de 2005, 914 personnes y ont été dénombrées.